# United24 Media
UNITED24 Media — українське англомовне цифрове медіа, створене Міністерством цифрової трансформації України під час російського вторгнення в Україну 2022 року.

## Історія створення
Запуск United24 Media відбувся 21 липня 2022 року у соціальній мережі Instagram. Пілотний випуск був присвячений важливості дронів у російсько-українській війні. Проєктом керує Міністерство цифрової трансформації України. Концепція була створена на безоплатній основі Fedoriv Marketing & Innovations Agency як стратегічним партнером проєкту.

## Опис
Це англомовне цифрове медіа сучасного формату, зосереджене навколо каналу YouTube і платформ соціальних мереж. United24 Media працює над створенням окремих епізодів та охоплює шість тем: культура, історія, люди, технології, бізнес і війна.
Ключові аудиторії відповідають переліку країн, які найбільше підтримують Україну під час війни та виявляють великий інтерес до України. Це США, Велика Британія, Європейський Союз і Канада. Проте контент United24 Media створено для охоплення широкої аудиторії, яка активно використовує соціальні мережі, YouTube та інші інтерактивні формати.